# Zamek Hikone
Zamek Hikone (jap. 彦根城 Hikone-jō) – zamek z okresu Edo w miejscowości Hikone, w prefekturze Shiga. Wraz z zamkami: Matsumoto, Inuyama, Himeji oraz Matsue posiada status Skarbu Narodowego Japonii.

## Historia
Zbudowany przez Naomasę Ii, który otrzymał okoliczne ziemie w nagrodę za udział w bitwie pod Sekigaharą . 20-letnia budowa zamku została zakończona w 1622 roku. 
Podczas renowacji w 1996 roku wymieniono m.in. 60 tysięcy sztuk dachówek.